# Ricardo Castillo
Ricardo Castillo (1. oktober 1891 i Quetzaltenango, Guatemala – 23. maj 1966 i Guatemala City) var en guatamalansk komponist, professor og violinist. 
Castillo studerede violin og harmonisering i Paris med forskellige lærere (1912-1921). 
Han var professor på Guatemala City´s musikkonservatorium i musikhistorie, harmonilærer og kontrapunkt.
Castillo har skrevet 1 symfoni,orkesterværker,balletmusik,klaverstykker etc.
Han var halvbror til komponisten Jesús Castillo. 

## Udvalgte Værker
- 1 Symfoni
- Acuarella Sinfonica – symfonisk digtning
- Primavera – for Orkester
- La Doncella Ixquic – Ballet